# József spanyol király
Joseph Bonaparte eredeti olasz nevén Joseph Buonaparte, magyar nyelven Bonaparte József (Corte, 1768. január 7. – Firenze, 1844. július 28.), József néven nápolyi, majd spanyol király, ügyvéd, diplomata, katona, Napoléon Bonaparte bátyja.

## Élete
Fivéréhez hasonlóan Joseph is a köztársaság eszméjének volt a híve. A korzikai hazafi, Pascal Paoli győzelme után kénytelen volt elhagyni Korzikát és Franciaországban keresett menedéket. Elkísérte Napóleont az itáliai hadjárat első szakaszában, és részt vett a Szárd Királysággal folytatott tárgyalásokon, amely végül a cherascói fegyverszünettel végződött. Ezután szerepet vállalt a Korzika visszaszerzésére irányuló hadjáratban és segédkezett a sziget közigazgatásának az átszervezésében.
A Direktórium 1797-ben követnek nevezte ki a pármai udvarba, majd hasonló tisztséget kapott Rómában. 1797 végén visszatért Párizsba és az Ötszázak Tanácsában egyike volt Korzika képviselőiének.
Joseph-nek nem sok köze volt a brumaire 18–19-i államcsínyhez. Az államtanács és törvényhozó testület tagja volt, 1800-ban megállapodást kötött az Egyesült Államokkal. Elnökölt az Ausztriával kötött lunéville-i békeszerződéshez vezető tárgyalásokon (1801), és egyike volt Franciaország képviselőinek az angol követtel, Lord Cornwallisszal folytatott megbeszéléseken. Ennek eredményeként írták alá az amiens-i békét. Egy évvel később megszakadtak Anglia és Franciaország kapcsolatai, és Joseph diplomáciai erőfeszítései hiábavalónak bizonyultak.
Napóleon császár hatalmának megszilárdításának kérdésében a két fivér nem értett egyet. Miután Napóleon élete végéig kinevezett első konzul lett örökös nélkül, ezért Joseph, mint legidősebb fivér igényt tartott erre a rangra. Napóleon azonban Lajos öccsének fiát, Napóléon-Louis herceget akarta utódának. A császárság kihirdetésével az ellentét a két testvér között tovább mélyült. Joseph visszautasította Napóleon ajánlatát, hogy Lombardia királyává teszi, ha lemond a francia trón utódlására támasztott igényéről.

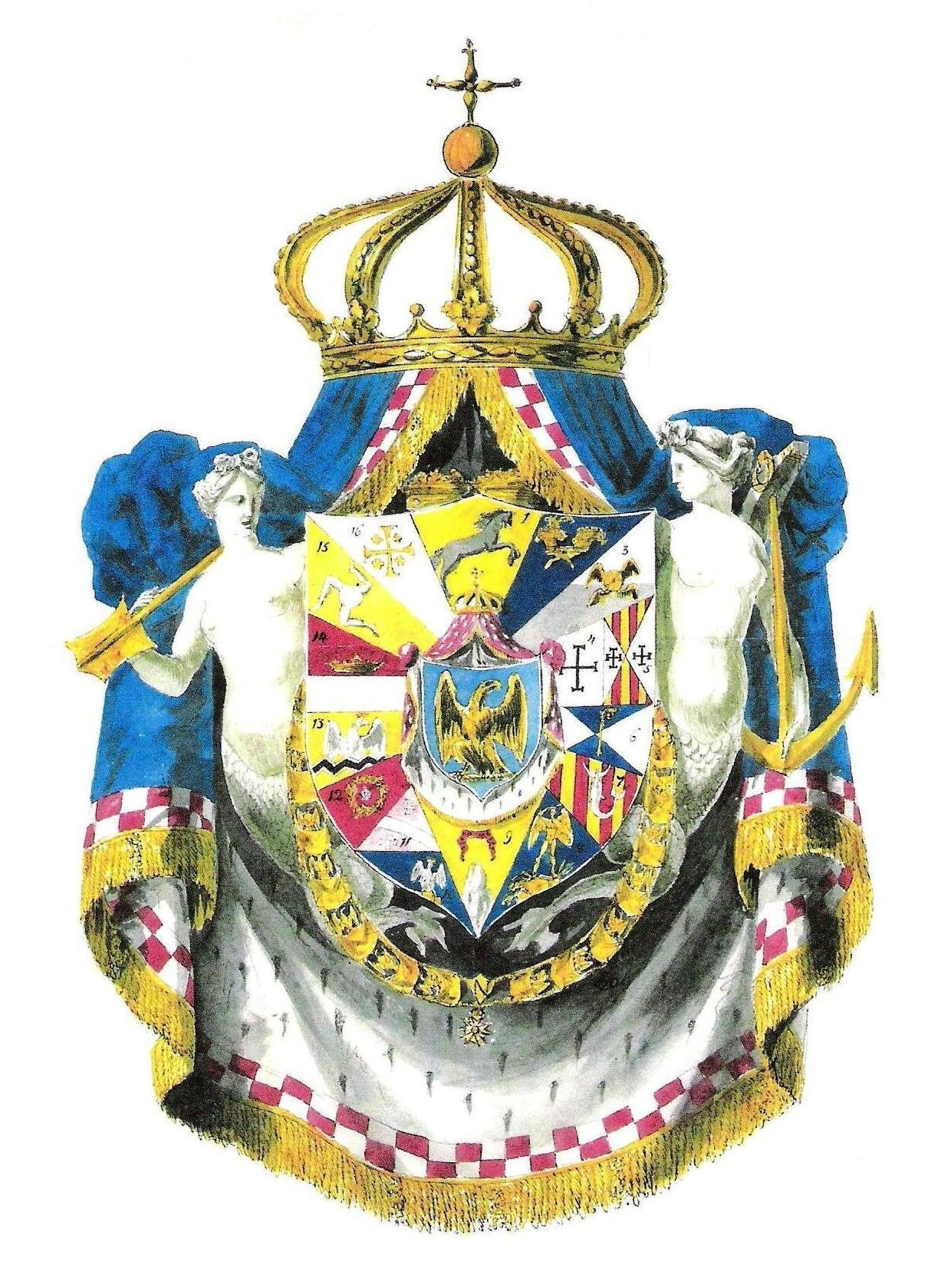
I. József nápolyi király címere

I. József spanyol király címere

Napóleon 1806-ban Nápolyba küldte, hogy ott elűzze a Bourbonokat. Még abban az évben császári rendelettel Nápoly királya lett. Felszámolta a feudalizmust, megreformálta a szerzetesrendeket, átszervezte a jogi, pénzügyi és oktatási rendszert.
1808-tól azonban Napóleon császár egyre elégedetlenebb volt Joseph magatartásával. Visszahívta őt a Nápolyi Királyságból és Spanyolország királyává tette meg. Madridot azonban nagy sietve kellett elhagynia, amikor a spanyol felkelők Bailénnél megverték a francia csapatokat. Napóleon császár ugyan 1808 végén egy hadjárat révén még visszahelyezte őt a trónra, de ezután már spanyol királyként olyan alárendelt helyzetbe süllyedt, hogy négyszer is felajánlotta lemondását.
1814. március 30-án, amikor a Napóleon-ellenes koalíció csapatai elérték Párizst, Joseph elmenekült, és meghagyta Marmont marsallnak, hogy kössön fegyverszünetet a szövetségesekkel, ha azok döntő erőfölénybe kerülnek.
1815-ben Napóleon visszatérésének száz napja alatt Joseph csak jelentéktelen szerepet játszott. Miután Napóleon Rochefort-nál letette a fegyvert, Joseph az Egyesült Államokba távozott.
1830-ban kiállt amellett, hogy elismertesse unokaöccsének, a riechstadti hercegnek, Napóleon császár fiának jogát a francia trónra. Ezután Angliába látogatott, majd egy ideig Genovában, később Firenzében élt, és ott is halt meg. Földi maradványait a párizsi Invalidusok dómjában helyezték el.